# Polystichum amboroense
Polystichum amboroense är en träjonväxtart som beskrevs av M. Kessler och A. R. Sm. Polystichum amboroense ingår i släktet Polystichum och familjen Dryopteridaceae. Inga underarter finns listade.